# Colt Walker
El Colt Walker es un revólver de acción simple con un tambor de seis recámaras, cada una cargada con pólvora y una bala cónica (típicamente balas de plomo de calibre 11,5 mm). Fue diseñado en 1846, mediante la colaboración entre Samuel Colt y el capitán Samuel Hamilton Walker.

## Historia
Fabricado por primera vez en 1847, el Colt Walker no fue el arma corta de repetición a base de pólvora negra más grande y potente jamás fabricada,  como se afirma por los autores norteamericanos frecuentemente, ya que algunos revolveres europeos, belgas, británicos y austriacos, muchos de ellos basados en diseño Adams Beaumont, y de grandes calibres, del 0.50"  al 18 mm, le superaban. Por lo tanto, es falso, como se afirma por autores USA, que tal revolver  ostentara  el récord del revólver de mayor potencia en el mercado civil, hasta la aparición del cartucho .357 Magnum. Concretamente, el Walker fue diseñado a mediados de la década de 1840 de manera conjunta por Samuel Hamilton Walker (1817-1847), capitán de los Rangers de Texas, y el diseñador de armas de fuego estadounidense Samuel Colt (1814-1862), a partir del modelo de revólver Colt Paterson (creado y producido con anterioridad por Colt). Walker quería un arma de fuego corta con gran potencia a corta distancia, motivo por el que se asoció con Colt para crear el Colt Walker; este fue bautizado así en su honor.
De hecho, el propio Walker llevó consigo dos de estos revólveres durante la Intervención estadounidense en México. No obstante, el militar murió en combate en 1847, poco después de recibir los primeros modelos de esta arma. Dado que solo se produjo un lote inicial de 1100 ejemplares, los revólveres originales de este modelo son muy costosos y difíciles de adquirir. Por ello, un Colt Walker original que perteneció a un veterano de la Intervención en México, se vendió por 920 000 dólares estadounidenses en una subasta el 9 de octubre de 2008.
La República de Texas había sido el principal comprador de un modelo de arma de fuego anterior similar, el Paterson Holster Pistol (modelo n.º 5), un revólver de cinco disparos del calibre .36, que había sido utilizado por el capitán Walker durante su período de servicio en los Rangers de Texas. En 1847, Walker estaba de servicio en la Intervención estadounidense en México, como capitán en un regimiento de la caballería de los Estados Unidos. Debido a la baja cadencia de tiro de las pistolas Ashton-Johnson, empleadas por la caballería estadounidense de aquel entonces (téngase en cuenta que eran armas de un solo disparo), Walker solicitó a Colt que diseñase un revólver de gran tamaño. Este revólver, del calibre .44-.45, tendría que llevarse en una funda enganchada a la silla de montar, y además ser lo suficientemente potente para abatir tanto soldados como caballos enemigos. Como resultado de estas recomendaciones, Colt creó el revólver Walker, que fue utilizado en la Intervención estadounidense en México y en la frontera texana.
Cuando este nuevo diseño se materializó, el médico militar John ''Rip'' Ford (que también luchaba en el frente de batalla mexicano junto a Walker) mostró gran interés en él. Ford se hizo con un par de revólveres Walker del primer lote que llegaron a Veracruz como parte de los suministros del ejército de Estados Unidos. Gracias a ello, sus observaciones y comentarios acerca del funcionamiento del arma son las primeras referencias sólidas que se conservan sobre el desempeño del Walker durante y después del conflicto en México. Con todo, su aseveración de que el Walker es capaz de hacer blanco e infligir graves daños a larga distancia, igual que los fusiles Mississippi de calibre .54, contradice las pruebas de campo hechas con posterioridad, que determinaron una distancia efectiva de tan sólo 91 m. Se cree que Ford hizo tal afirmación basándose en una única ocasión, en la que un disparo de un revólver Walker derribó a un soldado mexicano a una distancia muy superior a los 91 m; sucesos como este son la excepción a la regla.

## Especificaciones y funcionamiento
El Colt Walker contiene unos 3,9 g de pólvora negra en cada recámara, más del doble de lo que un revólver de pólvora negra promedio puede cargar. Su peso es de 2 kg (descargado), y posee un cañón de 230 mm de longitud. Respecto a la munición, esta arma dispara balas cónicas y redondeadas de plomo de 11,5 mm. El primer lote, de 1000 unidades, fue encargado a Eli Whitney Jr por Colt; además, este pagó a Whitney para que produjera 100 revólveres Walker extra para su venta a particulares y como regalos promocionales para las autoridades. Uno de estos regalos promocionales fue destinado al militar y Ranger de Texas John Coffee Hays. Con el propósito de hacer más vistosa la apariencia de este revólver, Colt contrató al grabador neoyorquino Waterman Ormsby para que decorase el tambor con una escena bélica, basada en la descripción que Walker hizo de una de sus batallas contra los comanches en 1844.
Para cargar el arma, el usuario tiene en primer lugar que abatir el cañón hacia delante, poner el martillo en posición de semi amartillado e insertar una cápsula fulminante (fulminato de mercurio) en la chimenea de cada recámara. Luego, cada recámara se llena con la cantidad anteriormente especificada de pólvora negra, que se transportaba en una petaca especial, y una bala. Finalmente, el cañón se coloca de nuevo en posición, se desengancha la palanca de carga ubicada debajo del cañón y se alinea cada recámara del tambor con ella: el usuario tiene que tirar de la palanca para presionar hasta el fondo tanto la bala como la carga de pólvora, proceso que ha de repetirse una vez por recámara. 
Debido a la lentitud y laboriosidad del proceso, se prefería llevar varios tambores ya cargados, lo que permitía limitar la recarga a reemplazar el tambor vacío por uno cargado.

### Problemas
Aparte de los inconvenientes derivados de su considerable tamaño y peso (que dificultaban en cierta medida su manejo), el Colt Walker era propenso al agrietamiento o ruptura del tambor después de efectuar un disparo. Esto ha sido atribuido tanto a las rudimentarias técnicas metalúrgicas de la época, como al hecho de que algunos soldados dejaban caer pólvora sin querer fuera de las recámaras del tambor al recargar, e incluso a la costumbre de cargar incorrectamente las balas, con la punta cónica apuntando hacia el fondo de la recámara y no hacia delante. Otro problema común era la detonación simultánea de todas o parte de las recámaras. Para evitarla, se untaba manteca encima de cada bala, una vez que estas habían sido introducidas en las recámaras junto con la carga de pólvora negra; así, las chispas producidas al disparar no prendían la pólvora en las otras recámaras. En relación con la pólvora, ha de tenerse en cuenta que muchos usuarios introducían 60 granos de pólvora negra en cada recámara (la máxima cantidad que un Walker podía contener), mientras que Colt recomendaba poner tan solo 50 granos por recámara. Por tanto, el exceso de presión derivado de la sobrecarga del arma era en parte responsable de las averías del tambor. En torno a 300 de los 1000 revólveres Walker asignados al Ejército de los Estados Unidos fueron devueltos al fabricante para que este reparase los tambores agrietados. Respecto al mecanismo, el Walker adolecía de un seguro defectuoso de la palanca de carga, lo que permitía que el retroceso la soltase. Como consecuencia, resultaba imposible realizar disparos en rápida sucesión. No obstante, pronto se encontró una solución: atar la palanca de carga al cañón con una cinta fina de cuero sin curtir.
Muchos de estos problemas fueron subsanados en otro diseño, inspirado en el Walker y construido a partir de piezas sobrantes de este, el Colt Dragoon. Dicho revólver tenía un cañón más corto (190 mm), recámaras más cortas y una capacidad de carga menor (limitada a 50 granos de pólvora negra por recámara), lo que disminuyó la incidencia de las averías del tambor por sobrecarga. También incluía un seguro extra en la palanca de carga, lo que eliminó los problemas de fiabilidad de este mecanismo asociados al retroceso.